# Спеціальна митна зона
Спеціа́льна ми́тна зо́на — це митний режим, відповідно до якого до товарів, які ввозяться на території відповідних типів спеціальних (вільних) економічних зон із-за меж митної території України, а також до товарів, які вивозяться з територій зазначених зон за межі митної території України, не застосовуються заходи тарифного і нетарифного регулювання, якщо інше не передбачено законом. Спеціальними митними зонами є частини території України, на яких запроваджено митний режим спеціальної митної зони. Для цілей оподаткування товари, ввезені на території спеціальних митних зон, розглядаються як такі, що розташовані за межами митної території України. Спеціальні митні зони створюються відповідно до законодавства України про спеціальні (вільні) економічні зони шляхом прийняття окремого закону для кожної спеціальної митної зони з визначенням її статусу, території, строку, на який вона створюється, та особливостей застосування законодавства України на її території. Законом встановлюються вимоги щодо створення спеціальної митної зони, види товарів, дозволених до ввезення у таку зону, та характер операцій, що здійснюються з товарами у межах зони. У законі також визначаються вимоги щодо організації роботи спеціальної митної зони та обов'язки органів управління зони по виконанню вимог митного законодавства під час здійснення митного контролю. Особи, які здійснюють операції з товарами у спеціальних митних зонах, ведуть облік товарів, що ввозяться, вивозяться, зберігаються, виробляються, переробляються, закуповуються та реалізуються, і подають митним органам звітність про такі операції. 1